# Alois Wessely
Alois Wessely (* 15. Juni 1895 in Kleinpetersdorf, Gemeinde Großpetersdorf; † 22. April 1970 in Opatija) war ein österreichischer Politiker (SPÖ) und Landeshauptmann-Stellvertreter im Burgenland. Wessely gehörte der Burgenländischen Landesregierung zwischen 1946 und 1960 durchgehend an und war parallel Abgeordneter zum Burgenländischen Landtag.

## Ausbildung und Beruf
Wessely besuchte die Volksschule in Großpetersdorf und erlernte den Beruf des Maurers. Er arbeitete im Burgenland und in Wien. 1916 wurde er in den Kriegsdienst eingezogen, wurde aber krankheitsbedingt bald bis 1918 in den Bewachungsdienst abgezogen. 1919 arbeitete Wessely in Raab (Győr). Danach hatte Wessely bis zum Verbot der Sozialdemokratischen Arbeiterpartei verschiedene politische Funktionen inne. Wessely arbeitete ab 1934 als Versicherungsvertreter und war ab 1943 als Buchhalter in einer Holzhandelsfirma in Purbach beschäftigt.

## Politik
In seiner Zeit in Raab war Wessely Mitglied der Roten Armee gewesen und musste nach dem Ende der Räterepublik nach Bruck an der Mur beziehungsweise Wiener Neustadt flüchten. Er wurde Mitglied der Sozialdemokratischen Arbeiterpartei und kam in Kontakt mit der burgenländischen Landespartei. Ab 1924 war er Sekretär der Bauarbeitergewerkschaft für die Bezirke Oberwart und Güssing, 1916 stieg er zum Bezirksparteiobmann für den Bezirk Oberwart auf. Darüber hinaus war Wessely von 1924 bis 1926 Mitglied der Landesparteikontrolle und ab 1930 Mitglied des engeren Landesparteivorstandes. 1934 wurde die Sozialdemokratische Arbeiterpartei verboten.
Wessely beteiligte sich ab 1945 am Wiederaufbau der Partei und der Gewerkschaftsorganisationen und war zwischen dem 1. Oktober 1945 und dem 4. Jänner 1946 Mitglied des Provisorischen Landesausschusses. Er wurde anschließend in den Landtag gewählt und gehörte diesem bis zum 5. Mai 1960 an. Parallel war Wessely zwischen dem 8. November 1946 und dem 27. Juli 1960 Mitglied der Burgenländischen Landesregierung und durchgehend stellvertretender Landeshauptmann des Burgenlandes. Zudem hatte Wessely zwischen 1946 und 1960 das Amt des SPÖ-Landesparteiobmanns inne und war 1946 und zwischen 1948 und 1953 Vorsitzender der ÖGB-Landesexekutive. Wessely förderte während seiner politischen Tätigkeit den Ausbau der Straßenverbindungen zwischen dem Nord- und dem Südburgenland (B50 Burgenland Straße) und galt als Vorkämpfer für die eigenständige Energieversorgung des Burgenlandes durch die BEWAG, den Wiederaufbau der Gebietskrankenkasse und die Errichtung der Burgenländischen Arbeiterkammer.

## Privates
Wessely wurde als Sohn des Kleinpetersdorfer Landwirts Josef Wessely geboren. Wessely war verheiratet und lebte vor seinem Tod als Pensionist in Eisenstadt. Er verstarb während eines Urlaubs in Istrien und wurde in Bernstein begraben.